# Morgan Freeman
Pour les articles homonymes, voir Freeman.
Morgan Freeman (prononcé en anglais : [ˈmɔɹɡən ˈfɹimən]), né le 1er juin 1937 à Memphis (Tennessee), est un acteur, réalisateur et producteur de cinéma américain. Considéré comme l’un des plus grands acteurs de sa génération, il commence sa carrière théâtrale et cinématographique en 1964.
Il étudie les arts du théâtre à Los Angeles et apparaît dans des productions théâtrales. En 1978, il obtient la reconnaissance et est nommé pour le Tony Award du meilleur acteur dans une pièce de théâtre pour son rôle de Zeke dans la pièce de Richard Wesley (en) The Mighty Gents. Parallèlement, Morgan Freeman joue essentiellement des seconds rôles au cinéma ; le drame Le Prêteur sur gages (1964) est son premier film.
Il gagne une première nomination aux Oscars du cinéma pour La Rue en 1987, dans la catégorie du meilleur acteur dans un second rôle, puis acquiert une large reconnaissance internationale grâce à Miss Daisy et son chauffeur (1989) et Les Évadés (1994), deux films qui lui valent chacun une nomination à l'Oscar du meilleur acteur. Freeman reçoit l'Oscar du meilleur acteur dans un second rôle pour Million Dollar Baby en 2004, ainsi qu'une nouvelle nomination à l'Oscar du meilleur acteur en 2009, pour Invictus.
Il prend part au fil de sa carrière à de nombreuses grosses productions à succès, notamment Glory (1989), Robin des Bois, prince des voleurs (1991), Seven (1995), Deep Impact (1998), La Somme de toutes les peurs (2002), Red (2010) et Insaisissables (2013). Il participe également à la trilogie The Dark Knight de Christopher Nolan et dont les films sortent en 2005, 2008 et 2012, dans laquelle il interprète Lucius Fox. Le long-métrage Bopha ! (1993), avec Danny Glover et Malcolm McDowell à la distribution, marque les débuts de Freeman à la réalisation. Il est aujourd'hui l'un des acteurs les plus populaires de sa génération, apparaissant dans des films qui rapportent un total de plus de 4,5 milliards de dollars au box-office mondial.
La voix grave de Freeman est considérée comme distinctive, emblématique et reconnaissable. Il est ainsi souvent choisi pour la narration dans les films et les documentaires.

## Biographie
Morgan Freeman naît dans une fratrie de quatre enfants à Memphis, dans le Tennessee, de Mayme Edna Revere (1912-2000) et Morgan Porterfield Freeman (1915-1961), ancien combattant de la Seconde Guerre mondiale, mort d'une cirrhose du foie à 46 ans.
Enfant, il est confié par ses parents à sa grand-mère paternelle vivant à Charleston, dans le Mississippi, où il passe sa jeunesse dans le quartier noir. À l'âge de 10 ans, il découvre le théâtre, dans le cadre d'une pièce jouée dans son école. À 18 ans, il sort diplômé du lycée de Greenwood. Il cherche alors un emploi stable et s'engage dans la United States Air Force (USAF) comme mécanicien, puis secrétaire sténo assermenté. En 1964, après une révélation, il prend la décision de devenir acteur et se met à la recherche de rôles. Une fois ses obligations militaires accomplies, il s'installe en Californie pour étudier la danse et l'art dramatique au Los Angeles City College.
Il fréquente à ses débuts de nombreuses troupes de théâtres et des festivals champêtres. Il obtient des petits rôles à la télévision dans des soap opera et se fait particulièrement remarquer dans le rôle d'un vampire végétarien.

### Carrière
À Broadway, Freeman fait ses débuts d'acteur en 1967 dans la reprise de Hello Dolly ! avec Pearl Bailey. La même année, il se fait remarquer, toujours au théâtre, pour son interprétation dans The Nigger Lovers aux côtés de Stacy Keach et Viveca Lindfors. À la télévision, il se fait connaître du public américain en incarnant pendant six saisons (1971-1977) le personnage populaire et récurrent d'Easy Reader dans la série The Electric Company.

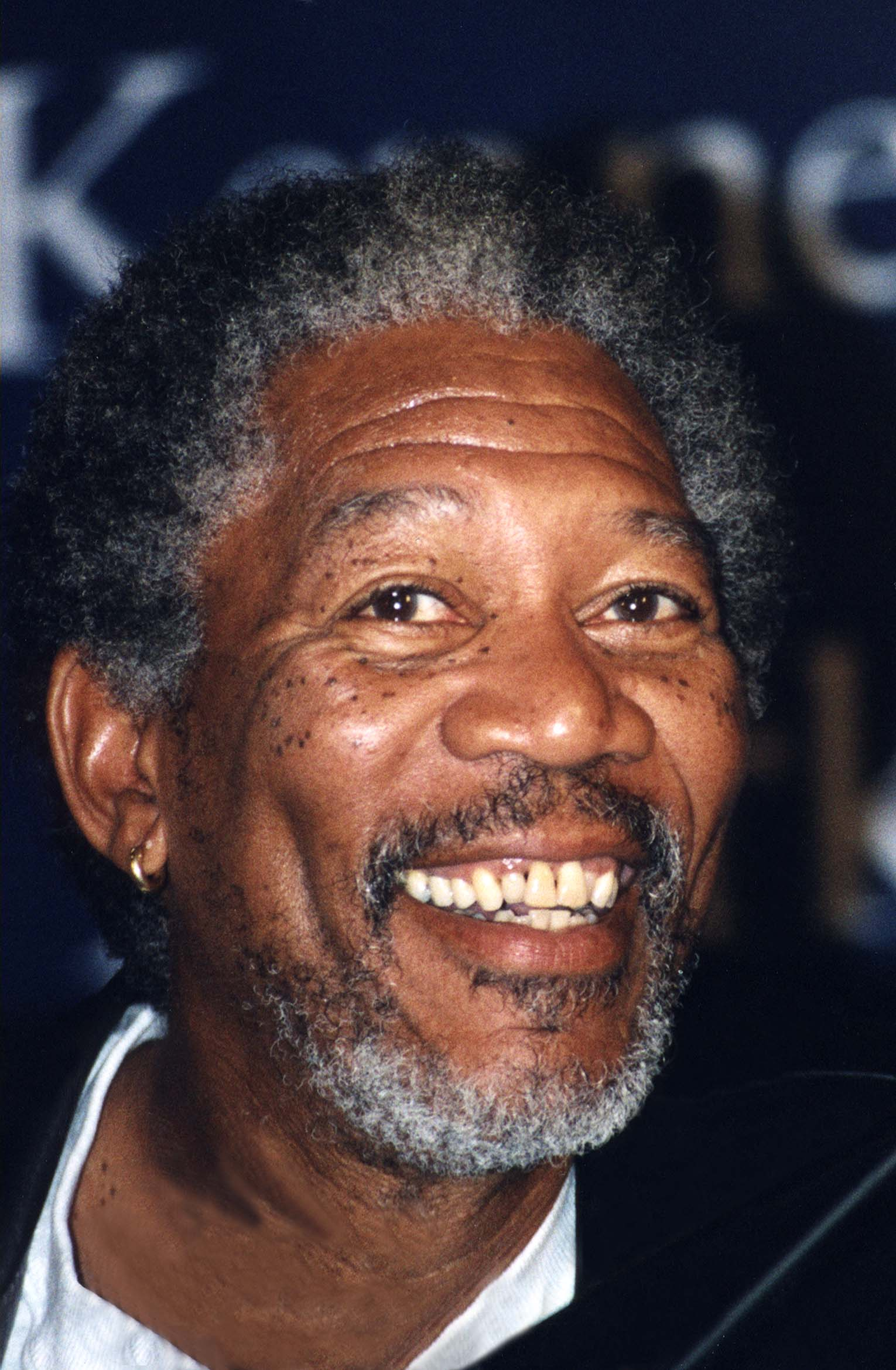
Freeman en 1998.

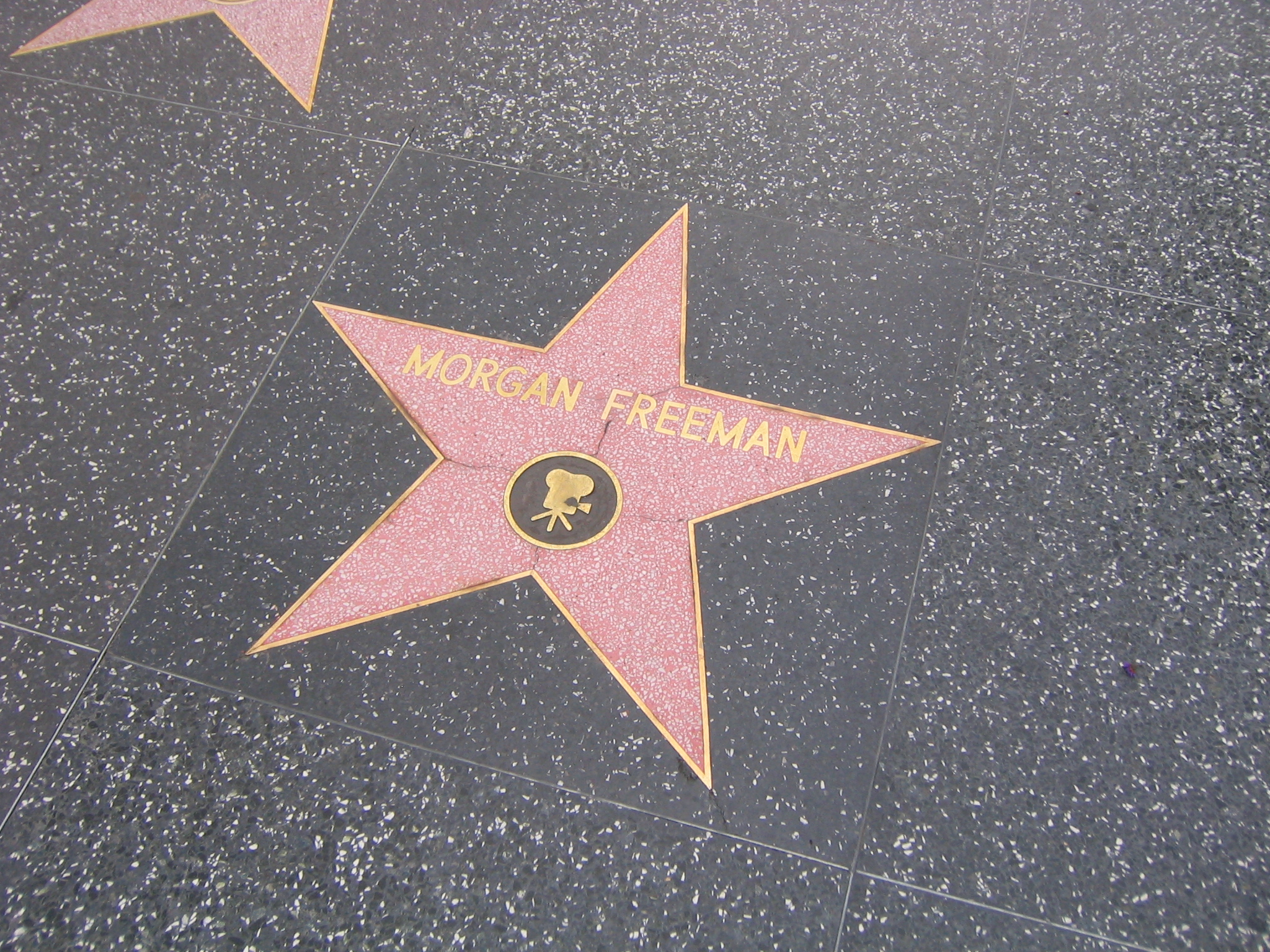
L'étoile de Morgan Freeman sur le Hollywood Boulevard, inaugurée en 2003.

Morgan Freeman s'impose sur le tard au cinéma. En 1987, son rôle de Fast Black dans La Rue lui vaut de nombreuses récompenses : meilleur second rôle masculin aux New York Film Critics Awards, Los Angeles Film Critics Awards et National Society of Film Critics Awards, ainsi qu'une nomination aux Oscars et Golden Globes. Miss Daisy et son chauffeur le fait connaître du grand public mondial et lui permet de remporter en 1990 un Golden Globe, un Ours d'argent et une nouvelle nomination aux Oscars pour son interprétation de chauffeur noir. Il enchaîne les succès dans un film historique comme Glory (1989), d'Edward Zwick, où il incarne un sergent-major déterminé, Robin des Bois, prince des voleurs (1991) de Kevin Reynolds ou encore Impitoyable (1992) de Clint Eastwood.

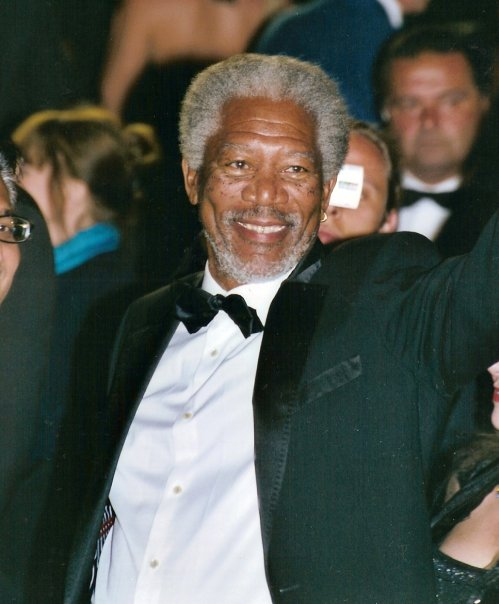
Morgan Freeman au Festival de Cannes 2005.

Il interprète souvent des personnages qui s'illustrent par leur sagesse et leur détermination : il est le juge Leonard White dans Le Bûcher des vanités (1991), le prisonnier modèle dans Les Évadés (1994), un policier lucide face à l'impétueux Brad Pitt dans Seven (1995), le président des États-Unis dans Deep Impact (1998) et La Chute du Président (2020), l'inspecteur tenace interrogeant le milliardaire Hearst (Gene Hackman) dans Suspicion (2000), le supérieur hiérarchique de l'analyste de la CIA Jack Ryan (Ben Affleck) dans La Somme de toutes les peurs (2002) ou encore l'artiste aveugle prenant sous son aile le vulnérable Danny (Jet Li) dans Danny the Dog (2004). En campant Alex Cross dans Le Collectionneur (1997) et Le Masque de l'araignée (2001), Morgan Freeman retrouve un rôle de tout premier plan.

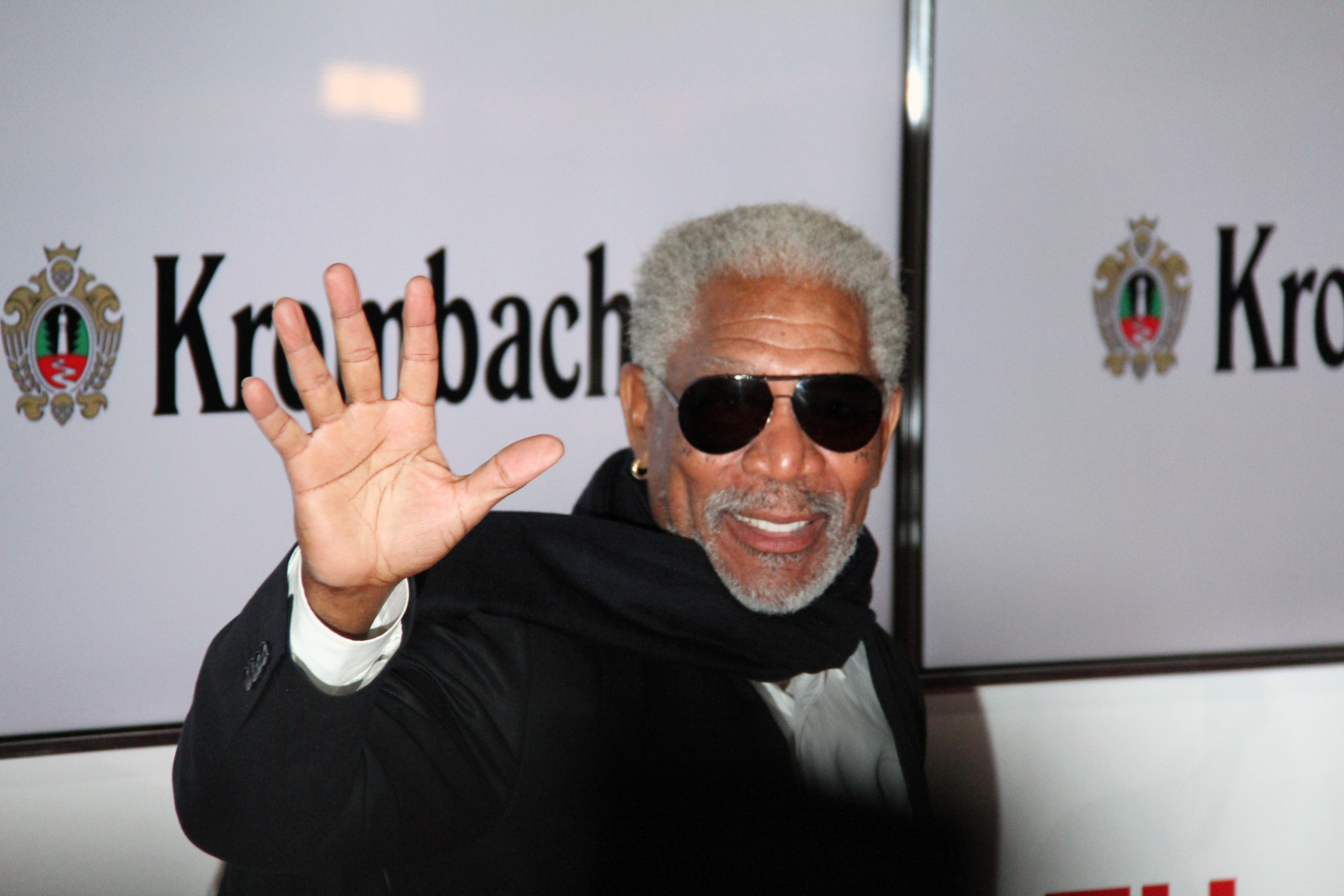
Freeman à Berlin en 2012.

Par ses choix d'acteur, il fait preuve d'un engagement politique certain. Prenant fait et cause pour la population noire américaine, il incarne Malcom X à la télévision dans Death of the Prophet (1981) et joue le rôle d'un abolitionniste dans Amistad (1997). Il dénonce l'apartheid dans Bopha ! (1993), son premier film en tant que réalisateur, rencontrant à plusieurs reprises Nelson Mandela, qu'il incarne dans Invictus (2009).
Il diversifie parallèlement son jeu en apparaissant là où on ne l'attend pas : truand sauvage dans Nurse Betty (2000), il est un colonel aux ambitions troubles dans Dreamcatcher : L'Attrape-rêves (2003), voire Dieu dans les comédies Bruce tout-puissant (2003) et Evan tout-puissant (2007). À 68 ans, il remporte la récompense suprême du cinéma américain en obtenant l'Oscar du meilleur second rôle masculin pour son interprétation d'un ancien boxeur borgne dans Million Dollar Baby (2005), réalisé par son fidèle ami Clint Eastwood. Il apparaît aussi dans le rôle de Lucius Fox dans la trilogie consacrée à Batman auprès de Christian Bale et Gary Oldman, Batman Begins (2005), The Dark Knight : Le Chevalier noir (2008) et The Dark Knight Rises (2012) réalisés par Christopher Nolan, puis dans le rôle d'un agent de la CIA dans le film Red (2010), au côté de Bruce Willis.
Il est, également, particulièrement apprécié par le public anglophone pour sa voix très reconnaissable,,. Elle lui permet d'être choisi à de nombreuses reprises pour être le narrateur de divers films, documentaires, projets caritatifs, et autres. Il est aussi, pour cette raison, l'objet de divers mèmes Internet. Dans leurs versions originales il assure la narration des films La Guerre des mondes (2005), Love Gourou (2008), Conan (2011), ou des documentaires The Long Way Home (1998) et Born to Be Wild (2011). Tout comme il est la voix, depuis 2010, de l'émission de télévision Voyage dans l’espace-temps, qu'il produit par ailleurs, diffusée par Discovery Science. Il prête également sa voix à la version anglophone de La Marche de l'empereur (2005).
Entre autres, il participe aussi à la nouvelle version (2009) de l'attraction Disney en Floride Hall of Presidents, qui raconte l'histoire des États-Unis et de ses présidents. Il est encore, à partir du 4 janvier 2010, la voix d'introduction du journal télévisé CBS Evening News en remplacement de l'emblématique Walter Cronkite, décédé quelques mois plus tôt. Il est en 1994 membre du jury du 44e festival de Berlin. En 2008, il reçoit les Kennedy Center Honors.
En novembre 2022, il est l'un des intervenants lors de la cérémonie d'ouverture de la Coupe du monde de football 2022 au Qatar.

### Vie privée
Marié une première fois en 1967 à Jeanette Adair Bradshaw et père de deux fils, il épouse en secondes noces Myrna Colley, en 1984, avec qui il a deux autres enfants. Le couple divorce en 2010.
En 2012, il révèle être atteint de fibromyalgie, une maladie neuro-musculaire non mortelle mais très handicapante, survenue à la suite d'un accident de voiture, quatre ans auparavant. En août 2015, sa petite-fille E'Dena est assassinée par son petit ami.
En mai 2018, à la suite de l'affaire Harvey Weinstein, huit femmes l'accusent de harcèlement sexuel. Il s'excuse par la suite de son comportement mais nie les accusations d'agressions sexuelles. À la suite de son explication, la majorité des femmes ayant porté plainte retirent leurs accusations, les qualifiant plutôt de « comportements verbalement déplacés ».
Il s'avère également que les ancêtres de Morgan Freeman sont originaires de l'actuel Niger (au sein des ethnies Songhai et Touaregs).

## Filmographie

### Acteur

#### Cinéma

##### Années 1960
- 1964 : Le Prêteur sur gages (The Pawnbroker) de Sidney Lumet : un passant (non crédité)
- 1966 : A Man Called Adam de Leo Penn (non crédité)
- 1967 : Bonnie et Clyde d'Arthur Penn : le banlieusard
- 1968 : Que faisiez-vous quand les lumières se sont éteintes ? (Where Were You When the Lights Went Out ?) de Hy Averback : le banlieusard (non crédité)

##### Années 1970
- 1971 : Who Says I Can't Ride a Rainbow? d'Edward Mann : Afro
- 1973 : Blade d'Ernest Pintoff : Chris
- 1979 : Julius Caesar de Michael Langham (en) : Casca
- 1979 : Coriolanus de Wilford Leach : Coriolanus

##### Années 1980
- 1980 : Brubaker de Stuart Rosenberg : Walter
- 1981 : Death of a Prophet de Woodie King Jr. (en) : Malcolm X
- 1981 : L'Œil du témoin (Eyewitness) de Peter Yates : le lieutenant Black
- 1984 : L'Affrontement (Harry and Son) de Paul Newman : Siemanowski
- 1984 : Ras les profs ! (Teachers) d'Arthur Hiller : Lewis
- 1985 : Marie de Roger Donaldson : Charles Traughber
- 1985 : Engrenage mortel (That Was Then This Is Now) de Christopher Cain : Charlie Woods
- 1986 : Resting Place (TV) de John Korty : Luther Johnson
- 1987 : La Rue (Street Smart) de Jerry Schatzberg : Fast Black
- 1988 : Retour à la vie (Clean and Sober) de Glenn Gordon Caron : Craig
- 1989 : L'Incroyable Défi (Lean on Me) de John G. Avildsen : le principal Joe Clark
- 1989 : Johnny Belle Gueule (Johnny Handsome) de Walter Hill : lieutenant A.Z. Drones
- 1989 : Miss Daisy et son chauffeur (Driving Miss Daisy) de Bruce Beresford : Hoke Colburn
- 1989 : Glory d'Edward Zwick : sergent-major John Rawlins

##### Années 1990
- 1990 : Le Bûcher des vanités (The Bonfire of the Vanities) de Brian De Palma : juge Leonard White
- 1991 : Robin des Bois, prince des voleurs (Robin Hood: Prince of Thieves) de Kevin Reynolds : Azeem
- 1992 : La Puissance de l'ange (The Power of One) de John G. Avildsen : Geel Piet
- 1992 : Impitoyable (Unforgiven) de Clint Eastwood : Ned Logan
- 1994 : Les Évadés (The Shawshank Redemption) de Frank Darabont : narrateur (voix originale) et Ellis Boyd « Red » Redding
- 1994 : A Century of Cinema de Caroline Thomas : lui-même
- 1995 : Alerte ! (Outbreak) de Wolfgang Petersen : général Billy Ford
- 1995 : Seven de David Fincher : détective William Somerset
- 1996 : Moll Flanders, ou les mémoires d'une courtisane (Moll Flanders) de Pen Densham (en) : Hibble
- 1996 : Poursuite (Chain Reaction) d'Andrew Davis : Paul Shannon
- 1996 : Cosmic Voyage, moyen métrage de Bayley Silleck : narrateur (voix originale)
- 1997 : The Long Way Home de Mark Jonathan Harris (en) : narrateur (voix originale)
- 1997 : Le Collectionneur (Kiss the Girls) de Gary Fleder : Alex Cross
- 1997 : Amistad de Steven Spielberg : Theodore Joadson
- 1998 : Pluie d'enfer (Hard Rain) de Mikael Salomon : Jim
- 1998 : Deep Impact de Mimi Leder : le président Tom Beck

##### Années 2000
- 2000 : Suspicion (Under Suspicion) de Stephen Hopkins : Victor Benezet
- 2000 : Nurse Betty de Neil LaBute : Charlie
- 2001 : Le Masque de l'araignée (Along Came a Spider) de Lee Tamahori : Alex Cross
- 2002 : Crimes et Pouvoir (High Crimes) de Carl Franklin : Charles Grimes
- 2002 : La Somme de toutes les peurs (The Sum of All Fears) de Phil Alden Robinson : Bill Cabot
- 2003 : Le Salut (Levity) de Ed Solomon : Miles Evans
- 2003 : Dreamcatcher : L'Attrape-rêves de Lawrence Kasdan : le colonel Curtis
- 2003 : Bruce tout-puissant (Bruce Almighty) de Tom Shadyac : Dieu
- 2003 : Guilty by Association (en) de Po Johns et Howard Gibson
- 2004 : La Grande Arnaque (The Big Bounce) de George Armitage : Walter Crewes
- 2004 : Million Dollar Baby de Clint Eastwood : Eddie « Scrap-Iron » Dupris
- 2004 : The Hunting of the President de Nickolas Perry (en) et Harry Thomason (en) : narrateur (voix originale)
- 2004 : A Remarkable Promise, court métrage de James Moll : narrateur (voix originale)
- 2005 : Danny the Dog de Louis Leterrier : Sam
- 2005 : Batman Begins de Christopher Nolan : Lucius Fox
- 2005 : La Guerre des mondes (War of the Worlds) de Steven Spielberg : narrateur (voix originale)
- 2005 : La Marche de l'empereur de Luc Jacquet : narrateur (version anglophone)
- 2005 : Une vie inachevée (An Unfinished Life) de Lasse Hallström : Mitch Bradley
- 2005 : Edison de David J. Burke (en) : Ashford
- 2006 : Slevin (Lucky Number Slevin) de Paul McGuigan : « Le Boss »
- 2006 : Une star dans ma vie (10 Items or Less) de Brad Silberling : lui-même
- 2006 : Le Contrat de Bruce Beresford : Frank
- 2007 : Festin d'amour (The Feast of Love) de Robert Benton : Harry Scott
- 2007 : Evan tout-puissant de Tom Shadyac: Dieu
- 2007 : Gone Baby Gone de Ben Affleck : Jack Doyle
- 2007 : Sans plus attendre (The Bucket List) de Rob Reiner : Carter Chambers
- 2008 : The Dark Knight : Le Chevalier noir (The Dark Knight) de Christopher Nolan : Lucius Fox
- 2008 : Wanted : Choisis ton destin de Timur Bekmambetov : Sloan
- 2008 : Love Gourou de Marco Schnabel : narrateur (voix originale)
- 2009 : The Code (Thick as Thieves) de Mimi Leder : Keith Ripley
- 2009 : Un plan d'enfer (The Maiden Heist) de Peter Hewitt : Charles Peterson
- 2009 : Invictus de Clint Eastwood : Nelson Mandela

##### Années 2010
- 2010 : Red de Robert Schwentke : Joe Matheson
- 2011 : Wish Wizard d'André Gordon (en) : Maxwell Omni
- 2011 : We the People d'Aimee Larrabee : narrateur (voix originale)
- 2011 : L'Incroyable Histoire de Winter le dauphin de Charles Martin Smith : Dr McCarthy
- 2011 : Conan de Marcus Nispel : narrateur (voix originale)
- 2011 : Born to Be Wild, moyen métrage de David Lickley (en) : narrateur (voix originale)
- 2012 : The Dark Knight Rises de Christopher Nolan : Lucius Fox
- 2012 : Un été magique (The Magic of Belle Isle) de Rob Reiner : Monte Wildhorn
- 2013 : Oblivion de Joseph Kosinski : Malcolm Beech
- 2013 : La Chute de la Maison-Blanche (Olympus Has Fallen), d'Antoine Fuqua : Allan Trumbull, le Président de la Chambre des représentants
- 2013 : Insaisissables (Now You See Me) de Louis Leterrier : Thaddeus Bradley
- 2013 : Last Vegas de Jon Turteltaub : Archie Clay
- 2014 : La Grande Aventure Lego (The Lego Movie) de Phil Lord et Chris Miller : Vitruvius (voix originale)
- 2014 : Transcendance (Transcendence) de Wally Pfister : Joseph Tagger
- 2014 : Lucy de Luc Besson : le professeur Samuel Norman
- 2014 : Ruth et Alex (5 Flights Up) de Richard Loncraine : Alex Carver
- 2014 : L'Incroyable Histoire de Winter le dauphin 2 de Charles Martin Smith : Dr McCarthy
- 2014 : Island of Lemurs : Madagascar de David Douglas (en) : narrateur (voix originale)
- 2015 : L'Honneur des guerriers (The Last Knights) de Kazuaki Kiriya : Bartok
- 2015 : Ted 2 de Seth MacFarlane : l'avocat de Ted
- 2015 : Code Momentum (Momentum) de Stephen Campanelli : Sénateur
- 2015 : La Chute de Londres (London Has Fallen) de Babak Najafi : Allan Trumbull, le vice-président des États-Unis
- 2016 : Insaisissables 2 (Now You See Me: The Second Act) de Jon M. Chu : Thaddeus Bradley
- 2016 : Ben-Hur de Timur Bekmambetov : Cheik llderim
- 2017 : Braquage à l'ancienne (Going in Style) de Zach Braff : Willie
- 2017 : Just Getting Started de Ron Shelton : Duke
- 2018 : Casse-Noisette et les Quatre Royaumes (The Nutcracker and the Four Realms) de Lasse Hallström et Joe Johnston : Drosselmeyer
- 2019 : The Poison Rose de George Gallo : Doc
- 2019 : La Chute du Président de Ric Roman Waugh : le Président Allan Trumbull

##### Années 2020
- 2020 : Arnaque à Hollywood (The Comeback Trail) de George Gallo : Reggie Fontaine
- 2021 : Un prince à New York 2 (Coming 2 America) de Craig Brewer : lui-même (caméo)
- 2021 : Vanquish de George Gallo : Damon
- 2021 : Hitman and Bodyguard 2 (The Hitman's Wife's Bodyguard) de Patrick Hughes : Michael Bryce Sr.
- 2022 : La Route de l'enfer (Paradise Highway) d'Anna Gutto : Gerick[13]
- 2023 : The Ritual Killer de George Gallo : Dr Mackles
- 2023 : A Good Person de Zach Braff : Daniel
- 2023 : 57 Seconds (en) de Rusty Cundieff (en) : Anton Burrell
- 2024 : My Dead Friend Zoe (en) de Kyle Hausmann-Stokes (en) : Dr Cole
- 2024 : Gunner (en) de Dimitri Logothetis : Kendrick Ryker
- 2025 : Insaisissables 3 (Now You See Me 3) de Ruben Fleischer : Thaddeus Bradley

#### Télévision
- 1971-1977 : The Electric Company (en) : Mark / Easy Reader / Mel Mounds / Dracula / le savant fou / le flic / Marcello (780 épisodes)
- 1978 : Roll of Thunder, Hear My Cry de Jack Smight : oncle Hammer
- 1978 : Visions (en) (1 épisode)
- 1979 : Hollow Image de Marvin J. Chomsky : Ralph « Sweet Talk » Simmons
- 1980 : Révolte dans la prison d'Attica (Attica) de Marvin J. Chomsky : Hap Richards
- 1981 : Ryan's Hope : Cicero Murphy (2 épisodes)
- 1981 : The Marva Collins Story (en) de Peter Levin (en) : Clarence Collins
- 1982-1984 : Another World de William J. Bell et Irna Phillips : Dr Roy Bingham
- 1985 : The Atlanta Child Murders de John Erman : Ben Shelter
- 1985 : The Execution of Raymond Graham de Daniel Petrie : Warden Pratt
- 1985 : La Quatrième Dimension (The Twilight Zone), épisode Un pacte avec le diable (Dealer's Choice) de Wes Craven : un joueur de poker
- 1985 : Great Performances (épisode The Gospel at Colonus) de Kirk Browning : le messager
- 1986 : Resting Place de John Korty : Luther Johnson
- 1987 : Fight for Life d'Elliot Silverstein : Dr Sherard
- 1988 : Clinton and Nadine de Jerry Schatzberg : Dorsey Pratt
- 1991 : A Festival at Ford's
- 2004 : Slavery and the Making of America (en) de Leslie D. Farrell et Chana Gazit : narrateur (voix originale)
- 2010-2014 : Voyage dans l'espace-temps (Through the Wormhole) : narrateur du documentaire
- 2015-2017 : Madam Secretary : le président de la cour suprême
- 2016- : The Story of God with Morgan Freeman : narrateur (voix originale)
- 2021 : Solos : Stuart
- 2021 : La Méthode Kominsky (The Kominsky Method) - 1 épisode : lui-même
- 2023 : Opérations Spéciales : Lioness (Special Ops: Lioness) : Edwin Mullins

#### Jeux vidéo
- 2005 : Batman Begins : Lucius Fox (voix originale)
- 2011 : DC Universe Online : Lucius Fox (voix originale)

### Réalisateur
- 1993 : Bopha !
- 2015-2017 : Madam Secretary (série TV) - 3 épisodes

## Distinctions et hommages

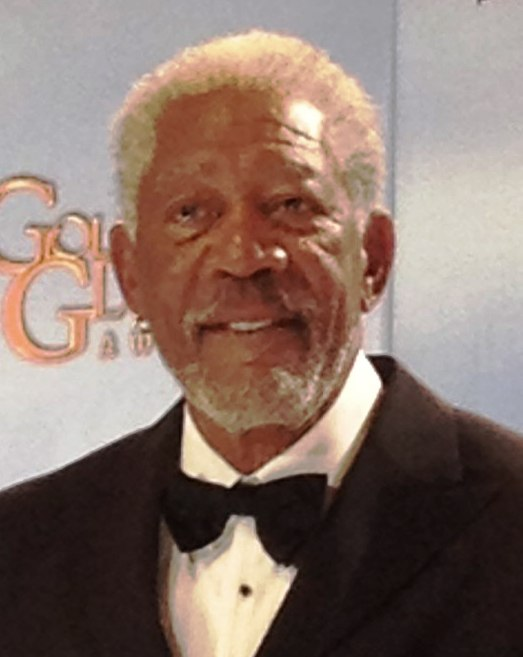
Morgan Freeman à la 69e Cérémonie des Golden Globes.

### Récompenses
- Los Angeles Film Critics Association Awards 1987 : Meilleur acteur dans un second rôle pour La Rue
- New York Film Critics Circle Awards 1987 : Meilleur acteur dans un second rôle pour La Rue.
- Independent Spirit Awards 1988 : Meilleur acteur dans un second rôle pour La Rue.
- National Society of Film Critics Awards 1988 : Meilleur acteur dans un second rôle pour La Rue
- National Board of Review 1989 : Meilleur acteur pour Miss Daisy et son chauffeur
- NAACP Image Awards 1989 : Meilleur acteur pour Lean on Me
- Berlinale 1990 : Ours d'argent de la meilleure distribution pour Miss Daisy et son chauffeur partagé avec Jessica Tandy
- Golden Globes 1990 : Meilleur acteur pour Miss Daisy et son chauffeur
- Kansas City Film Critics Circle Awards 1990 : Meilleur acteur pour Miss Daisy et son chauffeur
- NAACP Image Awards 1990 : Meilleur acteur pour Miss Daisy et son chauffeur
- Image Awards 1991 : Meilleur acteur pour Lean on Me
- Image Awards 1992 : Meilleur acteur pour Miss Daisy et son chauffeur
- Western Heritage Awards 1993 : Bronze Wrangler pour Through the Wormhole partagé avec Clint Eastwood, David Valdes, David Webb Peoples, Gene Hackman et Richard Harris
- Chlotrudis Awards 1995 : Meilleur acteur pour Les Évadés
- Empire Awards 1997 : Meilleur acteur dans un thriller pour Seven
- London Critics Circle Film Awards 1997 : Meilleur acteur de l'année pour Seven
- Acapulco Black Film Festival 1998 : prix pour l'ensemble de sa carrière
- Image Awards 1998 : Meilleur acteur dans un second rôle pour Amistad
- Image Awards 1999 : Meilleur acteur dans un second rôle pour Deep Impact
- Hollywood Film Festival 2000 : prix pour l'ensemble de sa carrière
- Joseph Plateau Awards 2000 : prix pour l'ensemble de sa carrière
- Festival international du film de Philadelphie 2001 : prix pour l'ensemble de sa carrière
- Festival international du film de Karlovy Vary 2003 : prix spécial pour sa contribution au monde du cinéma
- National Board of Review 2003 : prix pour l'ensemble de sa carrière
- Festival international du film de Denver 2004 : prix pour l'ensemble de sa carrière
- Image Awards 2004 : Meilleur acteur dans un second rôle pour Bruce tout-puissant
- Washington DC Area Film Critics Association Awards 2004 : Meilleur acteur dans un second rôle pour Million Dollar Baby
- Black Reel Awards 2005 : Meilleur acteur dans un second rôle pour Million Dollar Baby
- Festival international du film de Dubaï 2005 : prix pour l'ensemble de sa carrière
- Image Awards 2005 : Meilleur acteur dans un second rôle pour Million Dollar Baby
- Oscars 2005 : Meilleur acteur dans un second rôle pour Million Dollar Baby
- Screen Actors Guild Awards 2005 : Meilleur acteur dans un second rôle pour Million Dollar Baby
- Vancouver Film Critics Circle 2005 : Meilleur acteur pour Million Dollar Baby
- Character and Morality in Entertainment Awards 2006 : prix Camie lors du pour La Marche de l'empereur, partagé avec Yves Darondeau, Christophe Lioud, Emmanuel Priou, Luc Jacquet, Laurent Chalet et Jérôme Maison
- Festival international du film du Caire 2006 : Golden Pyramid
- Festival international du film de San Luis Obispo 2006 : prix pour l'ensemble de sa carrière
- Central Ohio Film Critics Association 2009 : Meilleure distribution pour The Dark Knight : Le Chevalier noir, partagé avec Aaron Eckhart, Michael Caine, Heath Ledger, Christian Bale, Gary Oldman et Maggie Gyllenhaal
- Festival international du film de Zurich 2009 : Golden Eye pour l'ensemble de sa carrière
- National Board of Review 2009 : Meilleur acteur pour Invictus, partagé avec George Clooney pour In the Air
- People's Choice Awards 2009 : Meilleure distribution pour The Dark Knight : Le Chevalier noir, partagé avec Heath Ledger, Maggie Gyllenhaal, Aaron Eckhart et Christian Bale
- American Society of Cinematographers 2010 : Prix du conseil des gouverneurs
- Black Reel Awards 2010 : Meilleur acteur pour Invictus
- Golden Globes 2012 : Cecil B. DeMille Award
- Image Awards 2010 : Meilleur acteur pour Invictus
- NAACP Image Awards 2010 : Meilleur acteur pour Invictus
- Palm Springs International Film Festival 2010 : prix pour l'ensemble de sa carrière
- American Film Institute 2011 : prix pour l'ensemble de sa carrière
- Festival international du film de Bombay 2011 : prix pour l'ensemble de sa carrière
- Festival international du film de Bruxelles 2011 : Crystal Iris
- Goldene Kamera 2012 : prix pour l'ensemble de sa carrière
- People's Choice Awards 2012 : Meilleure icône de film

### Nominations
- Golden Globes 1988 : Meilleur acteur dans un second rôle pour La Rue
- Oscars 1988 : Meilleur acteur dans un second rôle pour La Rue
- CableACE Awards 1989 : Meilleur acteur dans un film où une mini-série pour Clinton and Nadine
- Los Angeles Film Critics Association Awards 1989 :
  - Meilleur acteur pour Johnny Belle Gueule
  - Meilleur acteur pour L'Incroyable Défi (Lean on Me)
  - Meilleur acteur pour Miss Daisy et son chauffeur
  - Meilleur acteur pour Glory
- New York Film Critics Circle Awards 1989 : Meilleur acteur pour Miss Daisy et son chauffeur
- American Comedy Awards 1990 : Meilleur acteur pour Miss Daisy et son chauffeur
- Chicago Film Critics Association Awards 1990 : Meilleur acteur dans un second rôle pour Glory
- National Society of Film Critics Awards 1990 : Meilleur acteur pour Miss Daisy et son chauffeur
- Oscars 1990 : Meilleur acteur pour Miss Daisy et son chauffeur
- MTV Movie Awards 1992 : Meilleur duo à l'écran pour Robin des Bois, prince des voleurs partagé avec Kevin Costner
- Chicago Film Critics Association Awards 1995 : Meilleur acteur dans un second rôle pour Les Évadés
- Dallas-Fort Worth Film Critics Association Awards 1995 : Meilleur acteur pour Les Évadés
- Golden Globes 1995 : Meilleur acteur pour Les Évadés
- Oscars 1995 : Meilleur acteur pour Les Évadés
- Screen Actors Guild Awards 1995 : Meilleur acteur lors du pour Les Évadés
- Chicago Film Critics Association Awards 1996 : Meilleur acteur dans un second rôle pour Seven
- Image Awards 1996 : Meilleur acteur pour Seven
- NAACP Image Awards 1996 : Meilleur acteur pour Seven
- Saturn Awards 1996 : Meilleur acteur dans un thriller pour Seven
- MTV Movie Awards 1997 : Meilleur duo à l'écran pour Seven partagé avec Brad Pitt
- National Society of Film Critics Awards 1997 : Meilleur acteur pour Seven
- Blockbuster Entertainment Awards 1998 : Meilleur acteur dans un film thriller pour Le Collectionneur
- Blockbuster Entertainment Awards 1999 : Meilleur acteur dans un film de science-fiction pour Deep Impact
- Black Reel Awards 2001 : Meilleur acteur pour Nurse Betty
- Image Awards 2001 : Meilleur acteur dans un second rôle pour Nurse Betty
- Satellite Awards 2001 : Meilleur acteur dans un second rôle pour Nurse Betty
- BET Awards 2002 : Meilleur acteur pour Crimes et Pouvoir
- Image Awards 2002 : Meilleur acteur pour Le Masque de l'araignée
- NAACP Image Awards 2002 : Meilleur acteur pour Le Masque de l'araignée

- Black Reel Awards 2003 : Meilleur acteur dans un second rôle pour La Somme de toutes les peurs
- Image Awards 2003 : Meilleur acteur pour Crimes et Pouvoir
- NAACP Image Awards 2003 : Meilleur acteur pour Crimes et Pouvoir
- Teen Choice Awards 2003 : Meilleur acteur pour Bruce tout-puissant partagé avec Jim Carrey
- BET Comedy Awards 2004 : Meilleur acteur dans un second rôle pour Bruce tout-puissant
- Black Reel Awards 2004 : Meilleur acteur dans un second rôle pour Bruce tout-puissant
- Critics Choice Awards 2004 : Meilleur acteur pour Million Dollar Baby
- Golden Globes 2005 : Meilleur acteur dans un second rôle pour Million Dollar Baby
- Los Angeles Film Critics Association Awards 2004 : Meilleur acteur dans un second rôle pour Million Dollar Baby
- BET Awards 2005 : Meilleur acteur pour Million Dollar Baby
- Black Movie Awards (en) 2005 : Meilleur acteur dans un second rôle pour Batman Begins
- Dallas-Fort Worth Film Critics Association Awards 2005 : Meilleur acteur dans un second rôle pour Million Dollar Baby
- National Society of Film Critics Awards 2005 : Meilleur acteur dans un second rôle pour Million Dollar Baby
- Screen Actors Guild Awards 2005 : Meilleure distribution pour Million Dollar Baby partagé avec Clint Eastwood et Hilary Swank
- Southeastern Film Critics Association Awards 2005 : Meilleur acteur pour Million Dollar Baby
- Critics Choice Awards 2008 : Meilleure distribution pour Gone Baby Gone partagé avec John Ashton, Michelle Monaghan, Ed Harris, Casey Affleck et Amy Ryan
- Critics Choice Awards 2009 : Meilleure distribution pour The Dark Knight : Le Chevalier noir partagé avec Heath Ledger, Maggie Gyllenhaal, Aaron Eckhart, Christian Bale, Michael Caine et Gary Oldman
- Dallas-Fort Worth Film Critics Association Awards 2009 : Meilleur acteur pour Invictus
- Critics Choice Awards 2010 : Meilleur acteur pour Invictus
- Golden Globes 2010 : Meilleur acteur pour Invictus
- Oscars 2010 : Meilleur acteur pour Invictus
- Screen Actors Guild Awards 2010 : Meilleur acteur pour Invictus
- Washington DC Area Film Critics Association Awards 2009 : Meilleur acteur pour Invictus
- Image Awards 2011 : Meilleur acteur pour Red
- NAACP Image Awards 2011 : Meilleur acteur pour Red
- Emmy Awards 2012 : Meilleur documentaire pour Voyage dans l’espace-temps partagé avec Anthony Lund, James Younger, Bernadette McDaid, Deborah Adler Myers, Geoffrey Sharp, Tracy Mercer, Lori McCreary et Lisa Andreae
- Image Awards 2013 : Meilleur acteur pour Un été magique (The Magic of Belle Isle)
- NAACP Image Awards 2013 : Meilleur acteur pour The Magic of Belle Isle

### Hommages
Nymphe de Cristal en 2024 lors de la 63e édition du Festival de télévision de Monté Carlo  
L'astéroïde (224693) Morganfreeman est nommé en son honneur.

## Voix francophones
Pour les versions françaises, Benoît Allemane, (décédé en janvier 2025) a été la voix régulière de Morgan Freeman de 1992 à 2024. Il a doublé l'acteur dans une quarantaine de films dont Les Évadés, Deep Impact, le second doublage de Robin des Bois, prince des voleurs ou encore la trilogie Batman de Christopher Nolan, dans ses apparitions télévisées (Madam Secretary, Solos, Opérations Spéciales : Lioness) ainsi que dans la narration de documentaires.
En parallèle, entre 1980 et 2010, Med Hondo lui prête sa voix à dix-sept reprises, notamment dans La Rue, Seven, Bruce tout-puissant, Million Dollar Baby et Gone Baby Gone. Auparavant, Robert Liensol fut la première voix régulière de l'acteur, l'ayant doublé à cinq reprises (dans Miss Daisy et son chauffeur, Le Bûcher des vanités, La Puissance de l'ange, entre autres). À titre exceptionnel, il est doublé par Mostéfa Stiti dans le premier doublage de Robin des Bois, prince des voleurs, Daniel Gall dans L'Œil du témoin, Daniel Kamwa dans Invictus, Greg Germain dans Hitman and Bodyguard 2 et Gérard Rouzier dans La Route de l'enfer.
Au Québec, Guy Nadon est la voix régulière de l'acteur, qu'il double notamment dans À l'Ombre de Shawshank et Assaut sur la Maison-Blanche. Aubert Pallascio l'a aussi doublé à plusieurs reprises, notamment pour La Fille à un million de dollars et la saga Batman. Victor Désy est sa voix dans Seven, et Ronald France dans Robin des Bois, prince des voleurs.
- Versions françaises :
  - Benoît Allemane (*1942 - 2025) : Robin des Bois, prince des voleurs (2e doublage), Les Évadés, Deep Impact, saga Batman, etc.
  - Med Hondo (*1936 - 2019) : La Rue, Seven, Million Dollar Baby, etc.
  - Robert Liensol (*1922 - 2011) : Miss Daisy et son chauffeur, Le Bûcher des vanités, La Puissance de l'ange, etc.

- Versions québécoises :
  - Guy Nadon : À l'Ombre de Shawshank, Assaut sur la Maison-Blanche, etc.
  - Aubert Pallascio (*1937 - 2020) : La Fille à un million de dollars, saga Batman, etc.